# Metin Aydın
Metin Aydın (* 6. März 1993 in Ankara) ist ein türkischer ehemaliger Fußballspieler.

## Karriere

### Verein
Metin Aydın begann mit dem Vereinsfußball in der Jugend von MKE Ankaragücü. Nachdem Ankaragücü in ersten Wochen der Saison in finanzielle Engpässe geriet und über lange Zeit die Spielergehälter nicht zahlen konnte, verließen viele Spieler den Verein. So musste der Vorstand die abgewanderten Spieler durch Talente aus der Reservemannschaft und den Jugendmannschaften ersetzen. Aydın erhielt im Dezember 2011 einen Profi-Vertrag und zählte von da ab zum Profi-Kader. Er machte in seiner ersten Saison aber lediglich ein Pokalspiel für die Profis. Im Anschluss an die Süper Lig Saison 2011/12 absolvierte er im türkischen Pokal drei Begegnungen.

### Nationalmannschaft
Metin Aydın spielte neben der türkischen U-17 auch für die U-18-Jugendnationalmannschaft.

## Erfolge
Mit Etimesgut Belediyespor
- Meister der TFF 3. Lig und Aufstieg in die TFF 2. Lig: 2015/16

Mit MKE Ankaragücü
- Meister der TFF 2. Lig und Aufstieg in die TFF 1. Lig: 2016/17